# Tchajwanský pardál obláčkový

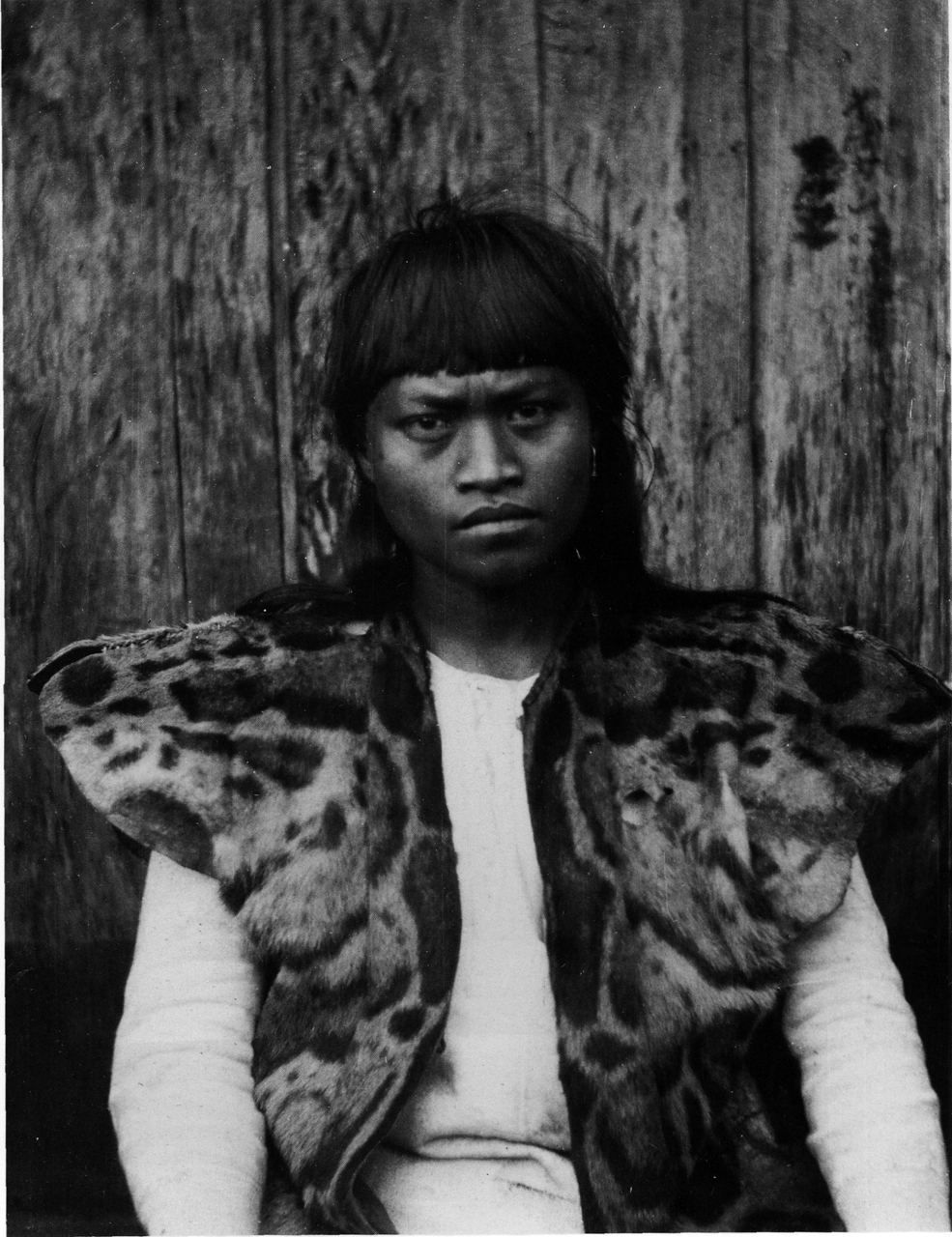
Tchajwanský domorodec mající na sobě leopardí kůži. Fotografie japonského antropologa Rjúzó Toriiho je nedatovaná, nejpravděpodobněji však byla pořízena kolem roku 1900, když byl na Tchaj-wanu.

Tchajwanský pardál obláčkový (Neofelis nebulosa brachyura) či tchajwanský levhart obláčkový, známý též jako leopard formozský, je již vyhynulý poddruh levharta obláčkového. Šlo o tchajwanského endemita. Byla to druhá největší tchajwanská šelma po tchajwanském medvědu ušatém (Ursus thibetanus formosanus).

## Historie
Tchajwanský pardál obláčkový byl popsán v roce 1862 britským přírodovědcem Robertem Swinhoem. Robert Swinhoe ale nikdy živého tchajwanského pardála obláčkového neviděl, při svém popisu vycházel z kůží dostupných na trhu.

## Výskyt
Tchajwanský pardál obláčkový je podle Červeného seznamu IUCN vyhynulý taxon. Dříve obýval celý tchajwanský ostrov.

## Poslední pozorování
V roce 1986 proběhl průzkum, během kterého se vědci ptali 70 tchajwanských domorodých lovců, kdy naposledy ulovili konkrétní druhy zvířat. Průzkum ukázal, že tchajwanský pardál obláčkový byl naposledy spatřen v roce 1983 v oblasti Tawu. V roce 1989 byla nalezena kůže mladého jedince v národním parku Taroko, tento tchajwanský pardál obláčkový je posledním zaznamenaným jedincem. Ještě v 90. letech bylo v národním parku Jušan hlášeno podezření na přítomnost velké kočkovité šelmy, ale nepotvrdilo se, že jde tchajwanského pardála obláčkového.
Předpokládalo se, že kvůli narušení přirozeného prostředí těchto kočkovitých šelem těžbou dřeva se tchajwanští pardálové obláčkoví stáhli do oblasti pohoří Jušan a pohoří Tawu. Tyto oblasti byly proto prohlášeny za přírodní rezervace o celkové rozloze asi 480 km2, které zahrnují tropické deštné lesy i listnaté a jehličnaté lesy mírného pásu. Přítomnost šelem se ale nepotvrdila. 
Mezi lety 1997 a 2012 byly provedeny rozsáhlé průzkumy, kdy se kamerami monitorovalo více než 1450 míst potencionálně vhodných pro tchajwanské pardály obláčkové. Tyto oblasti zahrnovaly jak pobřeží, tak i horské oblasti. Mezi lety 2000 a 2004 se nasadily také fotopasti do některých dalších oblastí (Horská přírodní rezervace Tawu a jezero Twin Ghost Lake). Během 128 349 „fotodnů“ zachytily kamery 12 druhů potencionální kořisti včetně sambara indického (Rusa unicolor), serau tchajwanského (Capricornis swinhoei), muntžaka malého (Muntiacus reevesi), makaka formozského (Macaca cyklopis) a různých druhů hlodavců. Nebyl však zaznamenán ani jeden pardál obláčkový. Proto byla šelma označena za vyhynulý poddruh.
V únoru 2019 informovala tchajwanská média o dvou nepotvrzených pozorováních tchajwanského pardála obláčkového. Jedna zpráva byla o jedinci, kterého zahlédli strážci národního parku, jak leze na útes, aby lovil kozy. Druhá zpráva byla o jedinci, který byl spatřen, jak šplhá na strom u silnice. K oběma pozorováním došlo v oblasti Taitung.

## Hypotézy
Vzhledem k vzácnosti zpráv o živých tchajwanských pardálech obláčkových vznikla hypotéza, že tento poddruh nikdy neexistoval; a že kůže prodávané na trzích a nošené místními domorodci byly ve skutečnosti jen neobvykle zbarvené kůže pardálů ostrovních (Neofelis diardi). Tato hypotéza však není všeobecně přijímána, protože několik záznamů o živých tchajwanských pardálech obláčkových existuje. Například během okupace Tchaj-wanu japonskými silami v roce 1933 bylo zaznamenáno zastřelení 24 jedinců tohoto poddruhu.

## Kultura
Tchajwanský domorodý kmen známý jako Rukaiové považoval lov tchajwanských pardálů obláčkových za tabu.